# Porte Beulé
La porte Beulé est une porte fortifiée, construite à l'époque romaine, qui donne accès aux Propylées et à l'ensemble de l'Acropole d'Athènes.

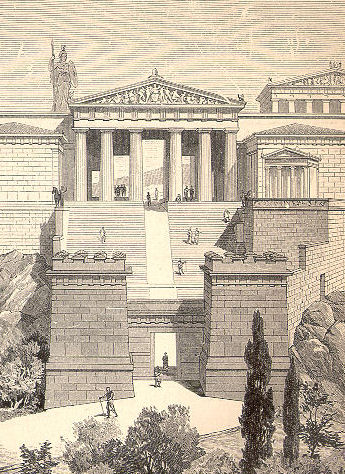
La porte Beulé, au premier plan, devant les Propylées. Reconstitution de l'acropole au IIIe siècle.

## Histoire
La porte se dresse au pied du grand escalier qui, du temps des Romains, menait aux Propylées situés environ 36 mètres à l'est. On a donné à cette porte fortifiée le nom de l’archéologue français Charles Ernest Beulé, membre de l'École française d'Athènes, qui la redécouvrit en 1853 sous un bastion ottoman,.
Elle a été construite au IIIe siècle, soit à l'époque de l'empereur Valérien, autrement dit avant le pillage de la ville par les Hérules en l'an 267-268 apr. J.-C., soit une dizaine d'années après cette incursion germanique par le consul Flavius Septimius Marcellinus. L'édifice intègre une quantité importante de pierres de remploi provenant du monument chorégique de Nicias, dont on peut voir des éléments de décoration sur la face extérieure.
Vers le milieu du XIIIe siècle, à l'époque du duché latin d'Athènes, la porte Beulé fut renforcée et sa fonction de passage fut supprimée au profit de la porte de la Victoire située au pied du temple d'Athéna Nikè,. À partir du milieu du XIXe siècle, dans le cadre d'un vaste projet de démolition de tous les bâtiments post-classiques présents sur le site de l'acropole, la porte Beulé nouvellement redécouverte retrouva sa fonction d'accès monumental. Depuis les années 1960, les visiteurs accèdent toutefois à l'acropole par le cheminement latéral sud-est, la porte Beulé faisant office de sortie du site archéologique.

## Description
La porte Beulé mesure près de 23 mètres de large. La partie centrale, d'environ 7 mètres de hauteur et de largeur, est flanquée par deux tours qui s'avancent de plus de 5 mètres vers l'ouest. L'encadrement de porte, d'une hauteur de 3,87 mètres et d'une largeur de 1,89 mètre à sa base, est aligné avec l'entrée principale des Propylées.

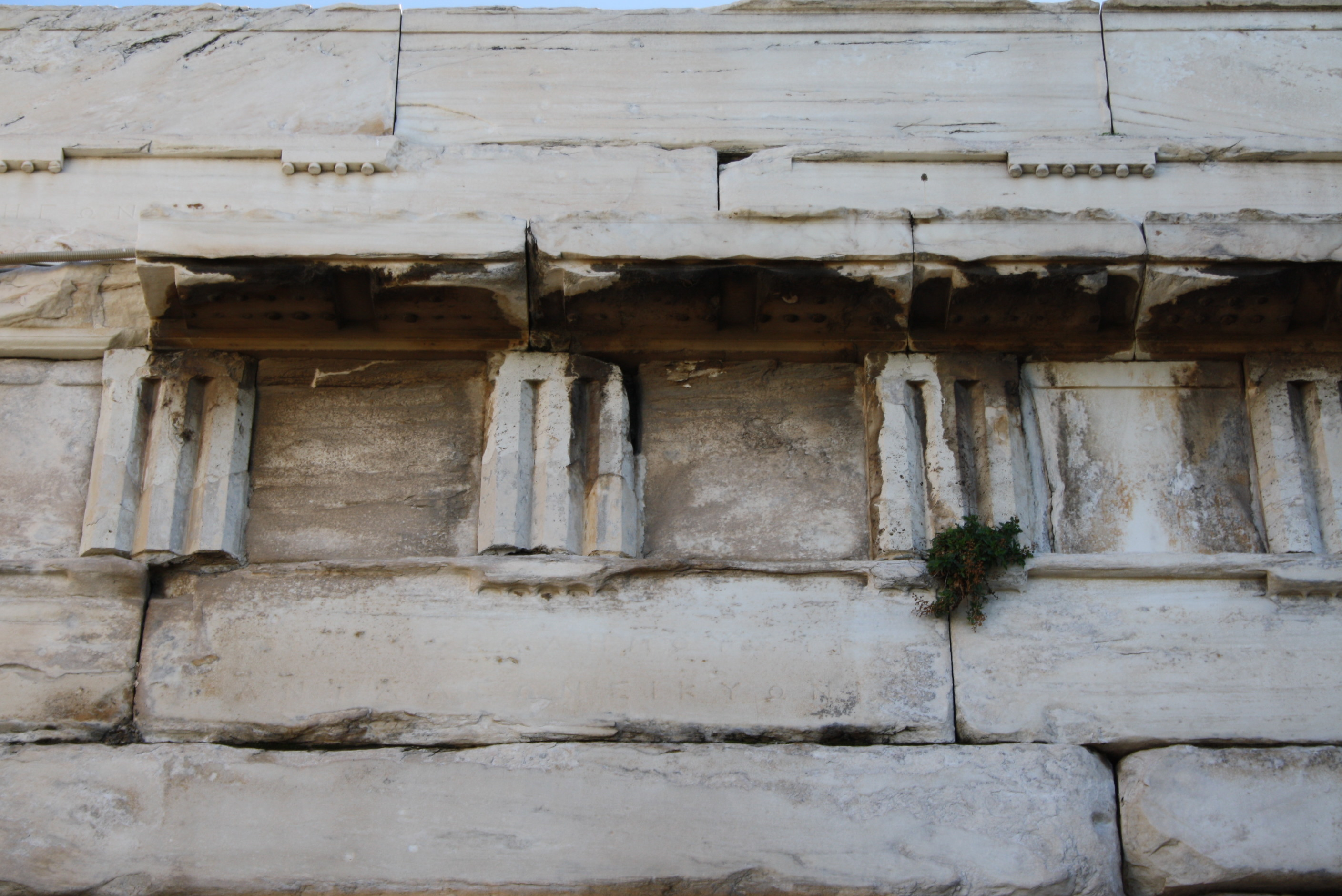
Détail de la partie centrale de la porte, avec l'inscription dédicatoire du monument de Nicias.

La partie sommitale de la structure centrale est de style dorique, composée d'une architrave en marbre pentélique surmontée de métopes en tuf et de triglyphes en marbre. Au-dessus figure une corniche à mutules réhaussée d'un attique.
L'inscription visible sur l'entablement (IG IG II/III³ 4, 467), qui n'est autre que la dédicace du monument chorégique de Nicias, se lit comme suit :
Νι[κ]ί[α]ς Νι[κ]οδήμου Ξυ[π]εταιὼν ἀνέθηκε νικήσας χορηγῶν Ϛεκροπίδι
Πανταλέων Σικυώνιο[ς] ηὔλει, ἆισμα Ἐλπήνωρ Τιμοθέου, Νέ[αι]χμο̣ς ἦρ
« Nicias, fils de Nicomède, du dème de Xypétè, a dédié cet autel pour commémorer sa victoire dans le concours avec des garçons de la tribu des Cécropides. Pantaléon de Sicyone a joué de l'aulos, tandis que le chant interprété était Elpénor de Timothée. Neaechmos étant archonte. »,.

## Galerie

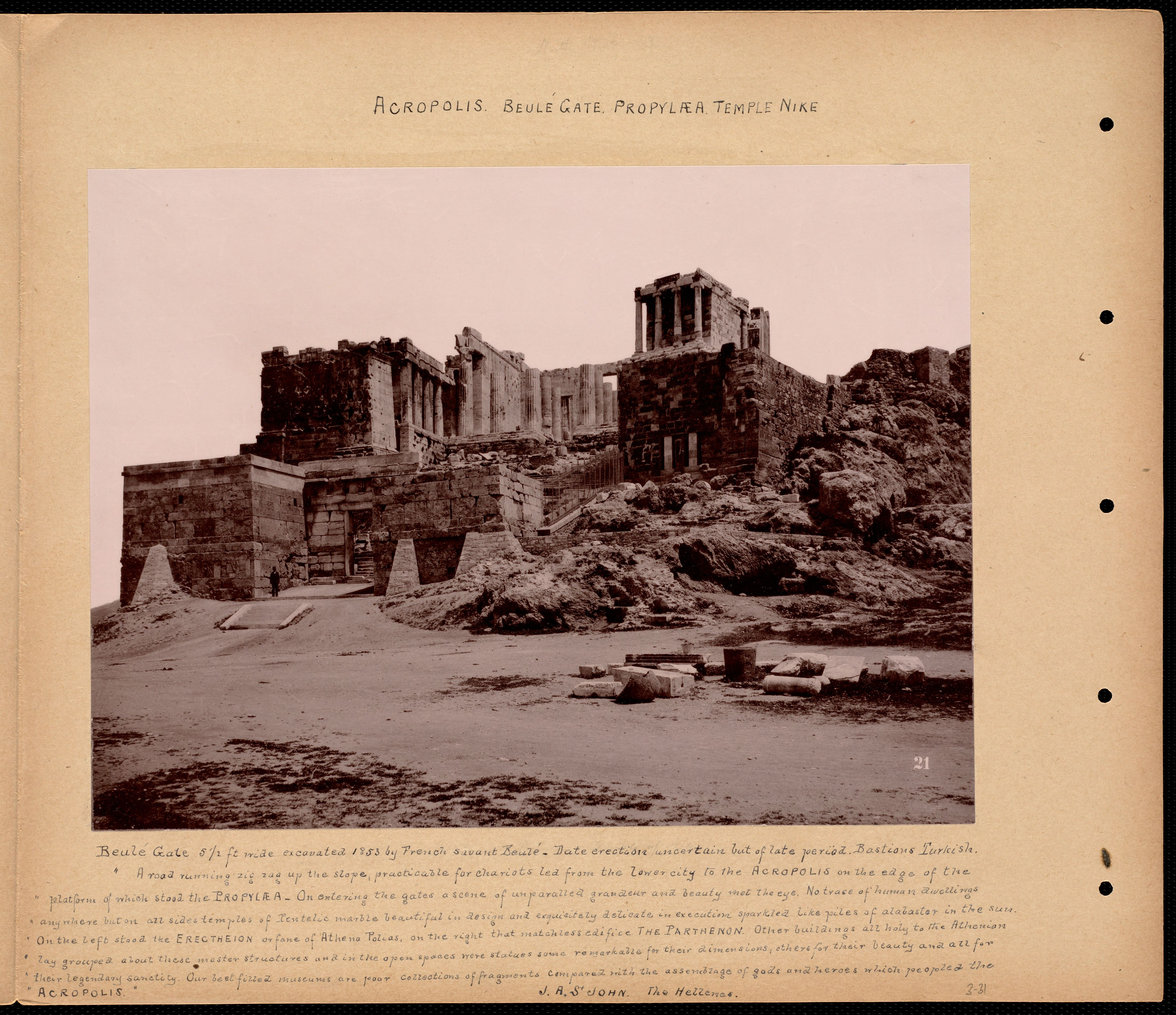
Photographie de 1893.
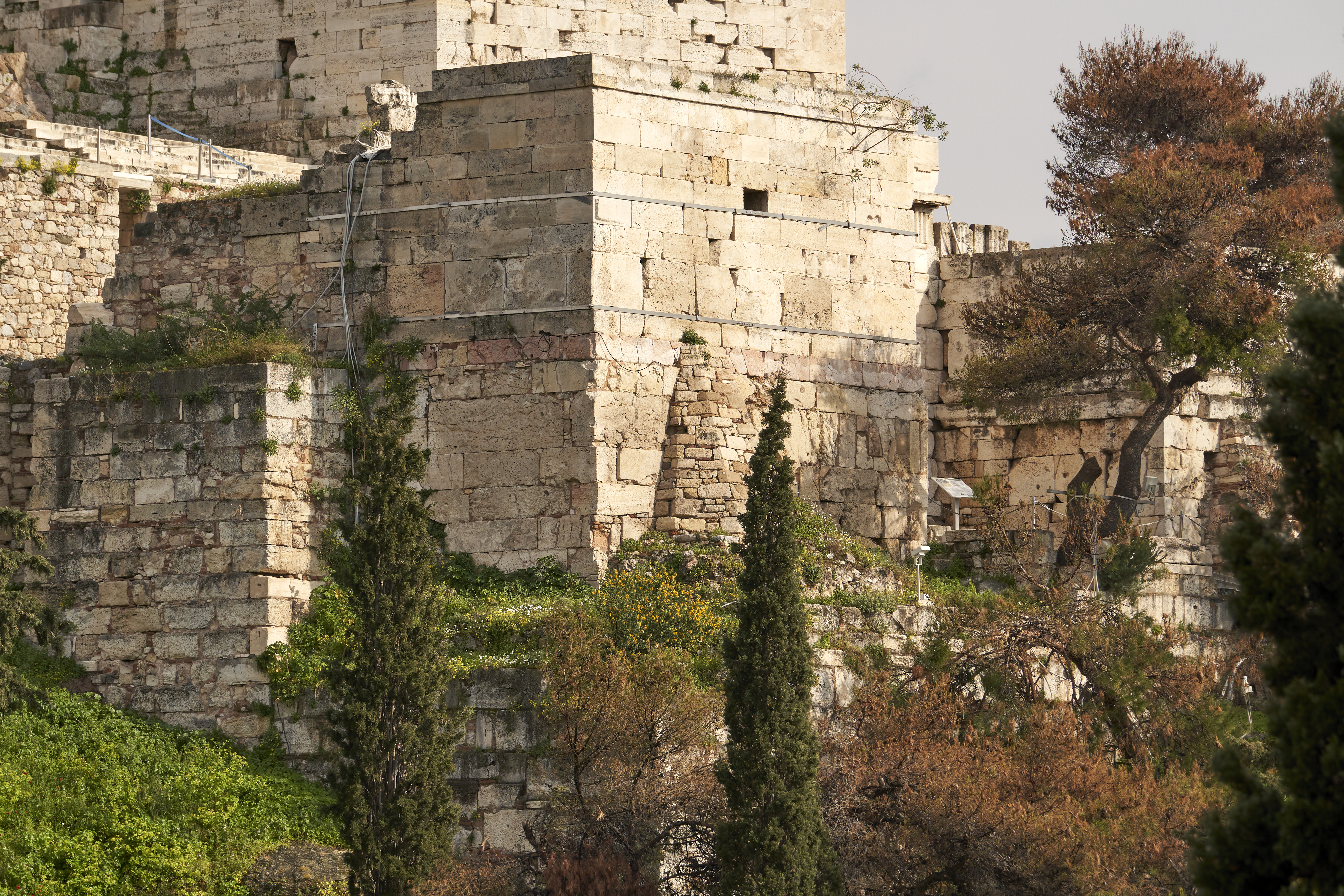
Vue de la porte depuis le nord-ouest
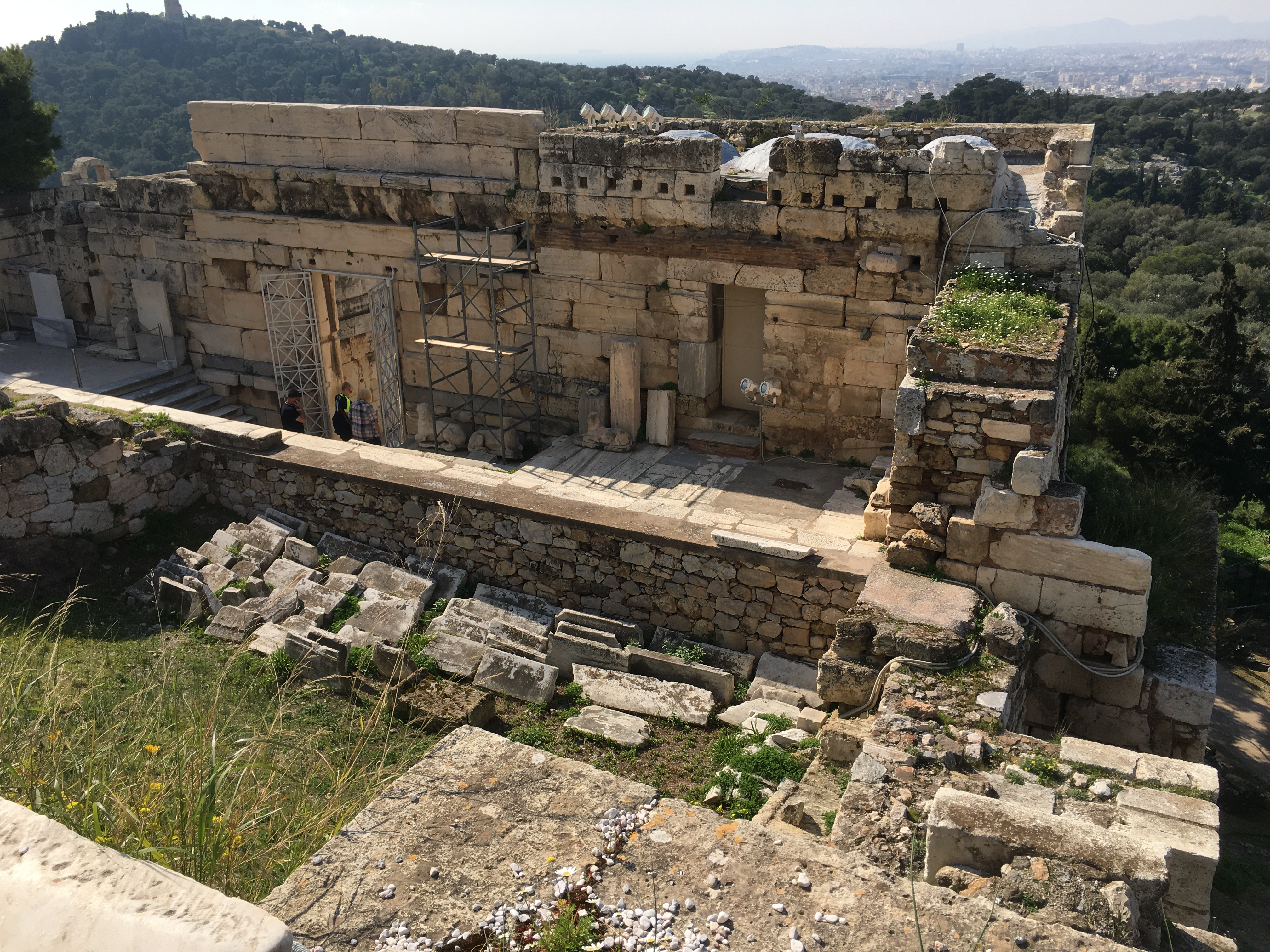
Arrière de la porte Beulé, à l'est.